# Jeff Tremaine
Jeff Tremaine (Rockville, 4 settembre 1966) è un regista, produttore televisivo e produttore cinematografico statunitense.

## Biografia
Ex redattore della rivista di cultura skating Big Brother ed ex direttore artistico dell'influente rivista BMX GO, nonché ex rider professionista di BMX, Insieme a Johnny Knoxville e Spike Jonze Jeff Tremaine ha creato la serie TV Jackass. Ha poi diretto anche i lungometraggi Jackass: The Movie, Jackass Number Two e Jackass presenta: Nonno cattivo, e lo spin-off di Jackass, Wildboyz.
Nel novembre del 2013 Tremaine ha firmato per dirigere l'adattamento cinematografico dell'autobiografia best seller dei Mötley Crüe The Dirt: Confessions of the World's Most Notorious Rock Band (pubblicata nel 2001), film che di cui nel 2017 Netflix acquista i diritti di distribuzione. Nel marzo 2019 vede quindi la luce The Dirt: Mötley Crüe, biopic iconico che ripercorre i momenti topici della carriera della band glam metal statunitense e delle vite dei suoi componenti.